# 約翰·皮內特

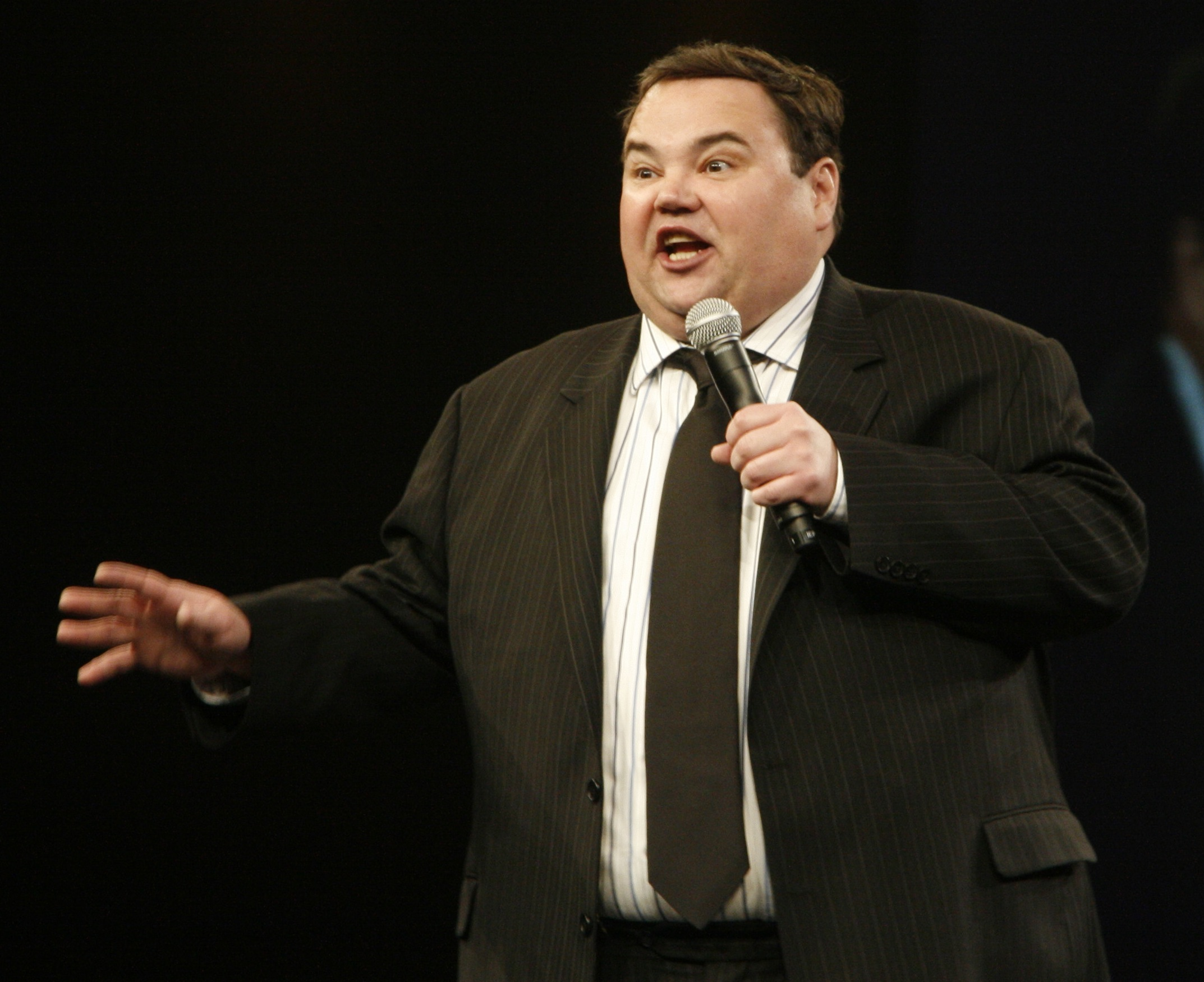
2010年約翰·皮內特

約翰·皮內特（英語：John Pinette，1964年3月23日—2014年4月5日），是一名美国演员和单口相声演员。1999年，他获得美国喜剧奖最佳单口相声演员。他参与过大量电影作品，包括《惩罚者》、《最后的教父》。
2014年4月5日，他因肺血管阻塞症去世，享年50岁。